# Favorinus branchialis
Favorinus branchialis is een slakkensoort uit de familie van de ringsprietslakken (Facelinidae). De wetenschappelijke naam van de soort werd in 1806 voor het eerst geldig gepubliceerd door Rathke.

## Beschrijving
Deze ongewone zeenaaktslak heeft een doorschijnend wit lichaam met uitgebreid wit oppervlaktepigment. Het pigment vormt een driehoek op het hoofd, met ruitvormige vlekken in het midden van de rug. De bovenoppervlakken van de cerata zijn meestal bedekt met wit pigment, maar kunnen doorschijnend zijn met de witte, bruine of oranje spijsverteringsklier. De rinoforen zijn onderscheidend, bruin in het basale gedeelte, met een zwelling nabij de punt en een witte punt.
Favorinus-soorten voeden zich met de eikapsels van andere naaktslakken en worden waarschijnlijk overal aangetroffen waar naaktslakken in overvloed zijn. De dieren zijn goed te camoufleren op de grote eiermassa's. De jongeren voeden zich met hydroïdpoliepen zoals Obelia. De eisnoer van deze soort is een dunne draad die als een haarveer is gewonden.

## Verspreiding
Favorinus branchialis is wijdverbreid op de Britse Eilanden, maar eerder lokaal en verspreid. Deze soort is ook bekend van de Middellandse Zee tot aan Noorwegen.